# Пингу (мультсериал)
«Пингу» (англ. Pingu) – англо-швейцарский пластилиновый комедийный мультсериал для детей, созданный Отмаром Гатменом. Создавался с 1986 по 2000 год для телевидения Швейцарии компанией The Pygos Group (Trickfilmstudio и Pingu Filmstudio), и с 2003 по 2006 для телевидения Великобритании HIT Entertainment и Hot Animation.
Мультсериал шёл 4 сезона с 28 мая 1986 по 9 апреля 2000 года на SF DRS и был продлён ещё на 2 сезона с 1 августа 2003 по 3 марта 2006 на BBC Two.
Сериал был всемирным хитом из-за отсутствия настоящего языка. Все персонажи говорят на разработанном «пингвинячем языке», который состоял из разных звуков, включая популярное «Нут, нут» (оригинальной фразой было «Ну, ну», судя по ныне закрытому сайту сериала), из-за чего клюв Пингу «становился похожим на мегафон». Первые 4 сезона всех персонажей озвучивал итальянец Карло Бономи, с 5 по 6 сезон их озвучивали Дэвид Сэнт и Марчелло Маньи.
Перезапуск мультсериала, где герои переехали жить в город, был создан в Японии и был впервые показан 7 октября 2017 году на NHK-E.
Первый эпизод Пингу впервые транслировался 28 мая 1986 года по швейцарскому телевидению и позже был показан на 37-м Берлинском международном фестивале.

## Сюжет
| Серии | Эпизоды | Эпизоды | Первоначально в эфире | Первоначально в эфире |
| Серии | Эпизоды | Эпизоды | Первый эфир           | Последний эфир        |
| ----- | ------- | ------- | --------------------- | --------------------- |
| 1     | 26      | 26      | 28 мая 1986 г.        | 25 ноября 1990 г.     |
| 2     | 26      | 26      | 3 ноября 1991 г.      | 20 декабря 1994 г.    |
| 3     | 26      | 26      | 17 июня 1995 г.       | 5 сентября 1996 г.    |
| 4     | 26      | 26      | 5 января 1998 г.      | 9 апреля 2000 г.      |
| 5     | 26      | 26      | 1 августа 2003 г.     | 6 февраля 2004 г.     |
| 6     | 26      | 26      | 3 января 2005 г.      | 3 марта 2006 г.       |

Действие происходит в Антарктиде и сосредоточено вокруг семейств пингвинов, живущих и работающих в иглу. Главный герой, Пингу, принадлежит к одному из таких семейств. Он часто отправляется в приключения со своей младшей сестрой, Пингой, и часто попадает в беду со своим лучшим другом, тюленем Робби.